# 제이미 매키
제임스 찰스 "제이미" 마키(James Charles "Jamie" Mackie, 1985년 9월 22일 ~ )는 스코틀랜드의 전 축구 선수이다.